# Diachlorus bicinctus
Diachlorus bicinctus är en tvåvingeart som först beskrevs av Fabricius 1805.  Diachlorus bicinctus ingår i släktet Diachlorus och familjen bromsar. Inga underarter finns listade i Catalogue of Life.